# チェスの世界チャンピオン一覧
チェスの世界チャンピオン一覧（チェスのせかいチャンピオンいちらん）は、世界チェス選手権の歴代チャンピオン及びその対戦結果の一覧である。

## 非公認チャンピオン
- 1560年〜1575年 - ルイ・ロペス・デ・セグラ （ スペイン王国）
- 1575年〜1587年 - ジョヴァンニ・レオナルド・ディ・ボナ・ダ・クトリ （ナポリ王国）
- 1575年〜1598年 - パオロ・ボイ （シチリア王国）
- 1598年〜1621年 - アレッサンドロ・サルヴィオ （ナポリ王国）
- 1621年〜1634年 - ジョアッキーノ・グレコ （ナポリ王国）
- 1730年〜1747年 - レガール・デ・ケルミュール （ フランス王国）
- 1747年〜1795年 - フランソワ＝アンドレ・ダニカン・フィリドール （ フランス王国）
- 1798年〜1824年 - アレクサンドル・デシャペル （ フランス王国）
- 1824年〜1840年 - ルイ・ド・ラ・ブルドンネ （ フランス王国）
- 1843年〜1851年 - ハワード・スタントン （ イギリス）
- 1851年〜1858年 - アドルフ・アンデルセン （ プロイセン王国）
- 1858年〜1859年 - ポール・モーフィー （ アメリカ合衆国）
- 1859年〜1866年 - アドルフ・アンデルセン （ プロイセン王国）
- 1866年〜1886年 - ヴィルヘルム・シュタイニッツ （ オーストリア帝国→ オーストリア＝ハンガリー帝国）

## 公式チャンピオン
「公式」とは1924年に設立されたFIDEが後から公認したという意味である。これ以前のマッチは持ち時間の制限がなかったため「公式」とされなかった。
凡例
- チャンピオン期間 - チャンピオン名 （国名）
  - 防衛戦年度　対戦者名　（チャンピオンの）成績

チャンピオンによる挑戦者の指名制
- 1886年〜1894年 - ヴィルヘルム・シュタイニッツ（ オーストリア＝ハンガリー帝国→ アメリカ合衆国）
  - 1886年　ヨハネス・ツケルトート　10勝5引き分け5敗
  - 1889年　ミハイル・チゴーリン　10勝1引き分け6敗
  - 1890/91年　イジドール・グンスベルク　6勝9引き分け4敗
  - 1892年　チゴーリン　10勝5引き分け8敗
  - 1894年　ラスカー　5勝4引き分け10敗
- 1894年〜1921年 - エマーヌエール・ラスカー（ ドイツ帝国）
  - 1896/97年　シュタイニッツ　10勝5引き分け2敗　＊リターンマッチ
  - 1907年　フランク・マーシャル　8勝7引き分け0敗
  - 1908年　ジークベルト・タラッシュ　8勝5引き分け3敗
  - 1910年　カール・シュレヒター　1勝8引き分け1敗　＊引き分け防衛、選手権マッチではなかったとの説もある
  - 1910年　ダウィド・ヤノフスキー　8勝3引き分け0敗
  - 1921年　カパブランカ　0勝10引き分け4敗
- 1921年〜1927年 - ホセ・ラウル・カパブランカ（ キューバ）
  - 1927年　アレヒン　3勝25引き分け6敗
- 1927年〜1935年 - アレクサンドル・アレヒン（ フランス共和国）
  - 1929年　エフィム・ボゴリュボフ　11勝9引き分け5敗
  - 1934年　ボゴリュボフ　8勝15引き分け3敗
  - 1935年　エーワ　8勝13引き分け9敗
- 1935年〜1937年 - マックス・エーワ（ オランダ）
  - 1937年　アレヒン　4勝11引き分け10敗　＊リターンマッチ
- 1937年〜1946年 - アレクサンドル・アレヒン（ フランス）

チャンピオン、アレヒンの急死を受けて、FIDE（国際チェス連盟)主催の挑戦者制度に変更
- 1948年〜1957年 - ミハイル・ボトヴィニク（ ソビエト連邦）
  - 1948年 5人5局ずつの総当たり、14ポイント/20局（2位以下はスミスロフ、レシェフスキー、ケレス、エーワ）
  - 1951年　ダヴィッド・ブロンシュテイン　5勝14引き分け5敗　＊引き分け防衛
  - 1954年　スミスロフ　7勝10引き分け7敗　＊引き分け防衛
  - 1957年　スミスロフ　3勝13引き分け6敗
- 1957年〜1958年 - ワシリー・スミスロフ（ ソビエト連邦）
  - 1958年　ボトヴィニク　5勝11引き分け7敗　＊リターンマッチ
- 1958年〜1960年 - ミハイル・ボトヴィニク
  - 1960年　タリ　2勝13引き分け6敗　＊23歳での王座は当時の史上最年少
- 1960年〜1961年 - ミハイル・タリ（ ソビエト連邦）
  - 1961年　ボトヴィニク　5勝6引き分け10敗　＊リターンマッチ
- 1961年〜1963年 - ミハイル・ボトヴィニク
  - 1963年　ペトロシアン　2勝15引き分け5敗
- 1963年〜1969年 - チグラン・ペトロシアン（ ソビエト連邦）
  - 1966年　スパスキー　4勝17引き分け3敗
  - 1969年　スパスキー　4勝13引き分け6敗
- 1969年〜1972年 - ボリス・スパスキー（ ソビエト連邦）
  - 1972年　フィッシャー　3勝11引き分け7敗　＊不戦勝1を含む
- 1972年〜1975年 - ボビー・フィッシャー（ アメリカ合衆国）
  - 1975年　カルポフ　不戦敗
- 1975年〜1985年 - アナトリー・カルポフ（ ソビエト連邦）
  - 1978年　ヴィクトール・コルチノイ　6勝21引き分け5敗
  - 1981年　コルチノイ　6勝10引き分け2敗
  - 1984/85年　カスパロフ　5勝40引き分け3敗 ＊決着つかず
  - 1985年　カスパロフ　3勝16引き分け5敗　＊22歳6か月での王座は（分裂期を除いて）史上最年少
- 1985年〜1993年 - ガルリ・カスパロフ（ ソビエト連邦）
  - 1986年　カルポフ　5勝15引き分け4敗　＊リターンマッチ
  - 1987年　カルポフ　4勝16引き分け4敗　＊引き分け防衛
  - 1990年　カルポフ　4勝17引き分け3敗
- 1993年〜1998年 - アナトリー・カルポフ（ ロシア）
  - 1993年　ティマン　6勝13引き分け2敗
  - 1996年　カムスキー　6勝9引き分け3敗

IOCの提言を受け入れ、トーナメント方式に変更
- 1998年 - アナトリー・カルポフ
- 1999年 - アレクサンドル・カリフマン（ ロシア）
- 2000年 - ビスワナサン・アナンド（ インド）
- 2002年 - ルスラン・ポノマリョフ（ ウクライナ）
- 2004年 - ルスタム・カシムジャノフ（ ウズベキスタン）

不評のため、伝統的持時間による8人総当り方式に変更
- 2005年〜2006年 - ベセリン・トパロフ（ ブルガリア）

この時の成績は、以下のとおり
```
 順位 スコア       名前（国籍）
  1   10.0 ベセリン・トパロフ（ブルガリア）
  2    8.5 ビスワナサン・アナンド（インド）
  3    8.5 ペーター・スヴィドラー（ロシア）
  4    7.0 アレクサンダー・モロゼヴィッチ（ロシア）
  5    6.5 ペーター・レコ（ハンガリー）
  6    5.5 ルスタム・カシムジャノフ（ウズベキスタン）
  7    5.5 
マイケル・アダムス
（イギリス）
  8    4.5 
ユディット・ポルガー
（ハンガリー）
```

## クラシカル世界チャンピオン
1993年、ガルリ・カスパロフは世界選手権の開催方法を巡り、FIDEと対立、以降独自に世界選手権を開催した。この系列の世界チャンピオンは、カスパロフが当初設立したPCAの名称を用いて“PCA世界チャンピオン”と称されることもある。しかしながらこの団体は数年で消滅したため、全ての世界選手権を主催していたわけではない。ここでは“クラシカル世界チャンピオン”（伝統的な挑戦者制度に基づく世界チャンピオン、の意）としておく。
- 1993年〜2000年 - ガルリ・カスパロフ( ロシア)
  - 1993年 ナイジェル・ショート 6勝14引き分け1敗
  - 1995年 ビスワナサン・アナンド 4勝13引き分け1敗
  - 2000年 ウラジーミル・ボリソヴィッチ・クラムニク 0勝13引き分け2敗
- 2000年〜2006年 ウラジーミル・クラムニク ( ロシア)
  - 2004年 ペーター・レコ 2勝10引き分け2敗　＊引き分け防衛

## 統一チャンピオン
2006年、FIDE公式チャンピオンのトパロフと、クラシカル世界チャンピオンのクラムニクの間で、チャンピオン統一のための特別マッチが開催され、クラムニクが初代統一チャンピオンとなったが、2008年に開催された通常の世界選手権マッチでアナンドに敗れた。
- 2006年〜2007年 ウラジミール・クラムニク ( ロシア)
  - 2006年 ベセリン・トパロフ　3勝6引き分け3敗（不戦敗1を含む）、タイブレーク2勝1引き分け1敗　＊統一マッチ
- 2007年〜2013年 ビスワナサン・アナンド ( インド)
  - 2007年 8人ダブルラウンド、9ポイント/14局
  - 2008年 クラムニク　3勝7引き分け1敗
  - 2010年 トパロフ　3勝7引き分け2敗
  - 2011年 ボリス・ゲルファンド　1勝10引き分け1敗、タイブレーク1勝3引き分け
  - 2013年 マグヌス・カールセン　0勝7引き分け3敗　＊22歳11か月、カスパロフに次ぐ若さ
- 2013年〜2023 マグヌス・カールセン ( ノルウェー)
  - 2014年 アナンド　3勝7引き分け1敗
  - 2016年 セルゲイ・カヤキン　1勝10引き分け1敗、タイブレーク2勝2引き分け
  - 2018年 ファビアノ・カルアナ　12引き分け、タイブレーク3勝
  - 2021年 ヤン・ネポムニシ 4勝7引き分け
- 2023年 丁立人( 中国)
- 2024年 グケシュ・ドマラジュ ( インド)